# Lelaps albofasciatus
Lelaps albofasciatus är en stekelart som beskrevs av Karl-Johan Hedqvist 1964. Lelaps albofasciatus ingår i släktet Lelaps och familjen puppglanssteklar.
Artens utbredningsområde är Puerto Rico. Inga underarter finns listade i Catalogue of Life.